# Aidan Higgins
Aidan Higgins (Celbridge, 3 de marzo de 1927-Kinsale, 27 de diciembre de 2015) fue un escritor irlandés. Cultivó el relato corto, el libro de viajes, la novela radiofónica y la novela.

## Biografía
Higgins creció en una familia de hacendados católicos en Celbridge, condado de Kildare, Irlanda, lo que le proporcionó material para su primera novela experimental, Langrishe, Go Down (1966). El libro fue galardonado con el premio James Tait Black Memorial Prize de ficción y fue más tarde adaptado para la televisión por el autor inglés Harold Pinter. Su novela Balcony of Europe (Balcón de Europa, 1972) fue nominada para el Premio Booker. Toma su nombre de Nerja, pueblo donde vivió Higgins, en Andalucía, España. En esta obra el autor retrata escenarios españoles e irlandeses y se sirve de varios idiomas, principalmente español y diferentes dialectos del inglés (irlandés, americano, británico). El crítico Buzz Poole comentó sobre la novela: «Aidan Higgins ha destilado hábilmente un gran número de ideas dentro de otra aún más importante».
Varios de sus escritos han sido recogidos y reimpresos por la editorial "Dalkey Archive Press", incluyéndose su autobiografía en tres volúmenes, A Bestiary, y una antología de ficción, Flotsam and Jetsam. Estas obras demuestran la gran erudición de su autor, así como la amplia experiencia atesorada a lo largo de sus estancias en Sudáfrica, Alemania y Londres, lo que proporciona a su escritura un viso de cosmopolitismo, al utilizar diversos registros tomados de las distintas lenguas europeas.
Higgins vivió en Kinsale, en el condado de Cork, y era Saoi de Aosdána.

## Crítica selecta
Libros
- Neil Murphy (Ed.) Aidan Higgins: The Fragility of Form (Essays and Commentary). Dalkey Archive Press, 2010.

Ensayos y revistas
- Beja, Morris. “Felons of Our Selves: The Fiction of Aidan Higgins.” Irish University Review 3, 2 (Autumn 1973): 163-78.
- Buckeye, Robert. “Form as the Extension of Content: ‘their existence in my eyes’.” Review of Contemporary Fiction 3.1 (1983): 192-195.
- Wall, Eamonn. “Aidan Higgins’s Balcony of Europe: Stephen Dedalus Hits the Road.” Colby Quarterly Winter 1995: 81-87.
- Golden, Sean. “Parsing Love’s Complainte: Aidan Higgins on the Need to Name.” Review of Contemporary Fiction 3.1 (1983): 210-220.
- Healy, Dermot. “Donkey’s Years: A Review,” Asylum Arts Review Vol. 1, Issue 1, (Autumn 1995): 45-6.
- Healy, Dermot. “Towards Bornholm Night-Ferry and Texts For the Air: A Rereading of Aidan Higgins.” Review of Contemporary Fiction 3.1 (1983): 181-192.
- Imhof, Rüdiger. “Bornholm Night-Ferry and Journal to Stella: Aidan Higgins’s Indebtedness to Jonathan Swift.” The Canadian Journal of Irish Studies, X, 2 (December 1984), 5-13.
- Imhof, Rüdiger, and Jürgen Kamm. “Coming to Grips with Aidan Higgins’s Killachter Meadow: An Analysis.” Études Irlandaises (Lillie 1984): 145-60.
- Imhof, Rüdiger. "German Influences on John Banville and Aidan Higgins", in: W. Zach & H. Kosok (eds), Literary Interrelations. Ireland, England and the World, vol. II: Comparison and Impact. Tübingen: Narr, 1987: 335-47.
- Kreilkamp, Vera. “Reinventing a Form: The Big House in Aidan Higgins’s Langrishe Go Down.” The Canadian Journal of Irish Studies 11, 2 (1985): 27-38. 
  - Reprinted in, Kreilkamp, Vera. The Anglo-Irish Novel and the Big House. New York: Syracuse University Press, October 1998: 234-60.
- Lubbers, Klaus. “Balcony of Europe: The Trend towards Internationalisation in Recent Irish Fiction,” in Zach & Kosok, eds. Tübingen: Gunter Narr 1987: 235-47.
- Mahon, Derek. “An anatomy of melancholy”: Review of Dog Days. The Irish Times, March 7, 1998: 67.
- Murphy, Neil. “Aidan Higgins.” The Review of Contemporary Fiction XXIII n.º 3 (2003): 49-83.
- Murphy, Neil. “Dreams, Departures, Destinations: A Reassessment of the Work of Aidan Higgins.” Graph: A Journal of Literature & Ideas 1 (1995): 64-71.
- Murphy, Neil. “Aidan Higgins - The Fragility of Form” in Irish Fiction and Postmodern Doubt: An Analysis of the Epistemological Crisis in Modern Irish Fiction. NY: Edwin Mellen Press, 2004: 37-101.
- Murphy, Neil. “Review of Lions of the Grunewald.” Irish University Review 25.1 Spring/Summer 1995: 188-190.
- O’Brien, George. “Goodbye to All That,” The Irish Review 7 (Autumn 1989): 89-92.
- O’Brien, George. “Consumed by Memories”: Review of Donkey’s Years. The Irish Times 10 June 1995: W9.
- O’Brien, George. “On the Pig’s Back”: Review of The Whole Hog (2000), in The Irish Times 7 October 2000: 67.
- O’Brien, John. “Scenes From A Receding Past.” Review of Contemporary Fiction 1983 (Spring): 164-166.
- O’Neill, Patrick. “Aidan Higgins” in Rüdiger Imhof, ed., Contemporary Irish Novelists Studies in English and Comparative Literature, ed. Michael Kenneally & Wolfgang Zach Tübingen: Gunter Narr Verlag 1990: 93-107.
- Proulx, Annie. “Drift and Mastery”: Review of Flotsam & Jetsam. The Washington Post, June 16, 2002 Sunday: T07.
- Rachbauer, Otto. “Aidan Higgins, ‘Killachter Meadow’ und Langrishe, Go Down sowie Harold Pinters Fernsenfilm Langrishe, Go Down: Variationen eines Motivs,” in Siegfried Korninger, ed., A Yearbook of Studies in English and Language and Literature Vol. 3 (Vienna 1986): 135-46.
- Skelton, Robin. “Aidan Higgins and the Total Book,” in Mosaic 19 (1976): pp. 27–37; 
  - Reprinted as Chap. 13 of Skelton, Robin. Celtic Contraries. NY: Syracuse UP, 1990: pp. 211–23.